# Lycaste donadrianii
Lycaste donadrianii là một loài thực vật có hoa trong họ Lan. Loài này được Tinschert ex Oakeley mô tả khoa học đầu tiên năm 2008.